# 유니테리언주의

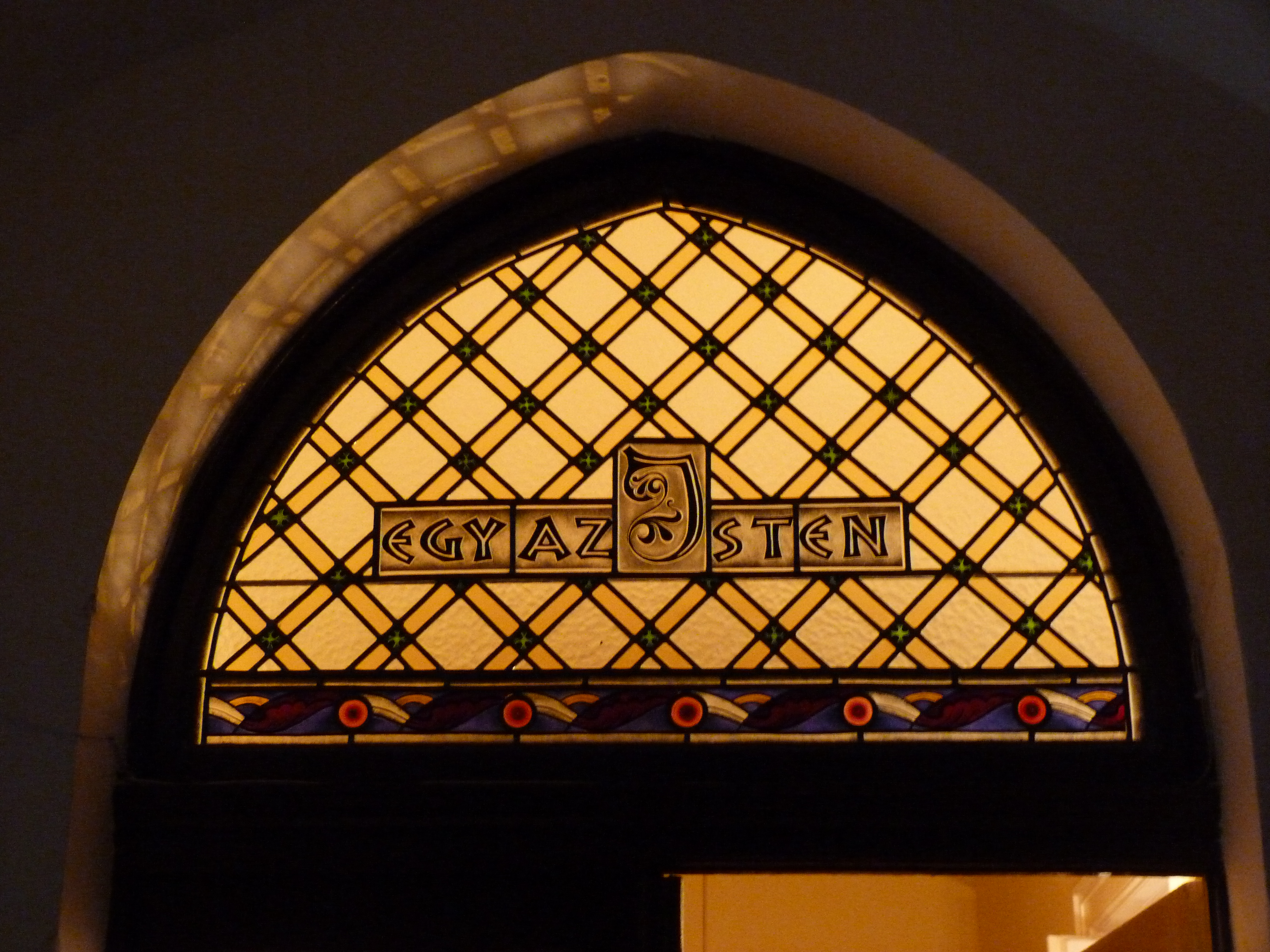
유니테리언주의의 좌우명

유니테리언주의(영어: Unitarianism)는 18세기 등장한, 이신론의 영향을 받은 반삼위일체론 계통의 기독교 신앙이다. 이들은 신은 하나라는 유일신 신앙 즉, 단일신론(Unitheolism)을 주장하여 성자 예수를 성부 하나님과 동일한 분이며 권능과 영광이 동일한 것을 믿지 않기 때문에, 삼위일체 신앙을 갖고 있는 주류 기독교와는 교리적으로 차이가 있다.

## 역사
유니테리언의 발생은 윌리엄 채닝에 의한 반칼빈주의적인 교리에서 기인했다. 그는 칼빈주의의 이중예정 즉, 구원받지 못한 자에 대한 하나님의 가혹한 형벌에 대하여 비판하였다. 그는 사랑의 하나님이 구원받지 못한 자에 대한 가혹한 처벌은 불가능하다고 전제한 뒤, 칼빈주의자들을 공격하였다.  또한 삼위일체의 성자하나님에 대해서도 그리스도의 신성을 부인하면서,  예수의 인성만을 믿는 한 분이신 하나님을 강조하였다. 또한 아담의 범죄가 온 인류의 범죄로 유전된 것을 부인하여, 펠라기우스적인 가르침을 수용하였다.
이것은 아리우스의 가르침과 같으며 초기 기독교에서 아리우스는 이단으로 정죄받았다.  유니테리언은 뉴잉글랜드의 보스톤을 중심으로 확산되었으며, 나중에는 유니버설리즘과 합쳐져 유니버설리스트 유니테리언으로 불리게 되었다.

## 신앙

### 그리스도론
유니테리언은 신약성서와 고대교회 기독교인들의 글에 기록되어 있는 예수 그리스도의 가르침을 믿는다. 하나님은 한 분이라는 완전한 유일신론을 신봉하는 교의에 근거하여 예수가 위대한 사람이자 하나님의 예언자이었고, 아마도 초자연적 존재이기조차 했을 것이지만 하느님은 아니라고 주장한다. 이는 기독교의 그리스도론 즉, 예수는 사람이 되신 하나님이라는 성육신 교의와 성부와 성자와 성령은 한 분의 하나님이라는 삼위일체 교의를 부정하는 것이다. 또한 유니테리언 교인들은 삼위일체 교의를 정치적으로 해석하여 콘스탄티누스 황제가 주재한 다분히 정치적인 공의회였던 니케아 공의회에서 삼위일체 교의를 기독교의 교의로 받아들임으로써 예수가 하나님이 되었다는 진보적인 기독교인들의 그리스도론과 예수의 가르침이 삼위일체의 존재에 대해 어떠한 암시도 준다는 주장을 하지 않는다. 유니테리언 교인들은 예수의 도덕적 권위는 믿지만, 삼위일체 교의는 반드시 믿지는 않는다. 그러므로 그들의 그리스도론은 성부와 성자와 성령은 한 분의 하나님이심을 믿는 삼위일체를 핵심 신조로 삼는 로마 가톨릭, 동방정교회, 성공회, 개신교 그외 기독교 공동체들과 구분된다.

### 유니테리언의 구분
"유니테리언"이란 예수가 하나님이라는 것을 믿지 않고, 하나님의 단일성을 믿는 사람을 가리킨다.
보수적인 유니테리언은 엄격하게 "오직 성경으로 (sola scriptura)"의 원칙을 따르며, 성경이 오류가 없고 영감으로 된 것이며 신앙의 근본이라는 믿음을 지니고 있다. 삼위일체 신조에 대한 그들의 거부를 제외한다면, 그들은 일반적으로 성경의 무류설을 믿는 복음주의 기독교인들과 유사한 믿음을 지니고 있다. 이러한 유형의 유니테리언주의를, 유니테리언이라는 용어 보다는 반삼위일체론이라고 더 흔하게 부른다. 일부 반삼위일체론자는 하나님을 한 분이라고 생각하며, 예수가 스스로 하나님이 되었다는 주장을 받아들이기 때문에, 그들은 예수가 하나님이 아니라고 주장하는 유니테리언(unitarian)의 범주에 자신들이 속하는 것을 거부한다. 다음 문서가 그들을 소개하고 있다: 사벨리주의(en:Sabellianism), 단성론(en:Oneness theology), 단일신론 오순절파(en:Oneness Pentecostalism), 군주신론(en:Monarchianism), 이위일체론(en:Binitarianism), 스베덴보리주의(en:The New Church).

### 유니테리언의 신앙
자유주의적인 다양성을 훼손하지 않으면서 유니테리언주의를 정의하는 것으로, 삼위일체 신조에 대한 거부와는 별도로 나타나는 공통의 특성이 있다. 비록 이 고백이 분명한 권위를 지니지는 않지만, 다음의 것은 거의 일반적으로 인정되는 것이다.
- 한 분의 하나님과 하나님의 단일성에 대한 믿음.
- 사람이 살아가는 데 있어 모범이 되는 예수 그리스도의 삶과 가르침.
- 신앙과 이성, 합리적 사고, 과학, 철학의 평화 공존.
- 종교의 도움과 함께 인간은 책임을 감당하는 자유 의지와 건설적이고 윤리적인 태도를 실천할 능력이 있다.
- 현재 상태에서 인간 본성은 원래부터 타락한 것(원죄)이 아니지만, 하나님이 의도한 대로 선과 악 모두를 행할 능력이 있다는 믿음.
- 어떠한 종교도 성령이나 신학적인 진리를 절대적으로 독점할 수 없다는 고백.
- 비록 성서의 저자들이 하나님에 의해 영감을 받았다고 하더라도, 그들은 인간이었고 그렇기에 인간적인 오류를 저지를 수 있었다는 믿음.
- 예정설, 영원한 저주, 그리스도의 속죄에 대한 보상설이나 대속(대신 희생함)과 같은, 예수 그리스도의 임무와 진정한 본성을 가리우거나 하나님의 본성을 해치는 내용을 지닌 전통적인 교리에 대한 거부.

## 같이 보기
- 단일신론
- 예수 그리스도 후기성도 교회(The Church of Jesus Christ of latter-day Saints)
- 아리우스주의
- 반삼위일체론
- 브라마 사마지
- 신의 단순성
- 자유 기독교인(영어판)
- 유니테리언, 보편구제설 신봉자, 유니테리언 유니버설리스트의 목록
- 메시아닉쥬
- 폴란드 형제회(영어판)
- 일신론적 보편구제설(en:Unitarian Universalism)
- 연합 교회
- 여호와의 증인